# Bernard Pares

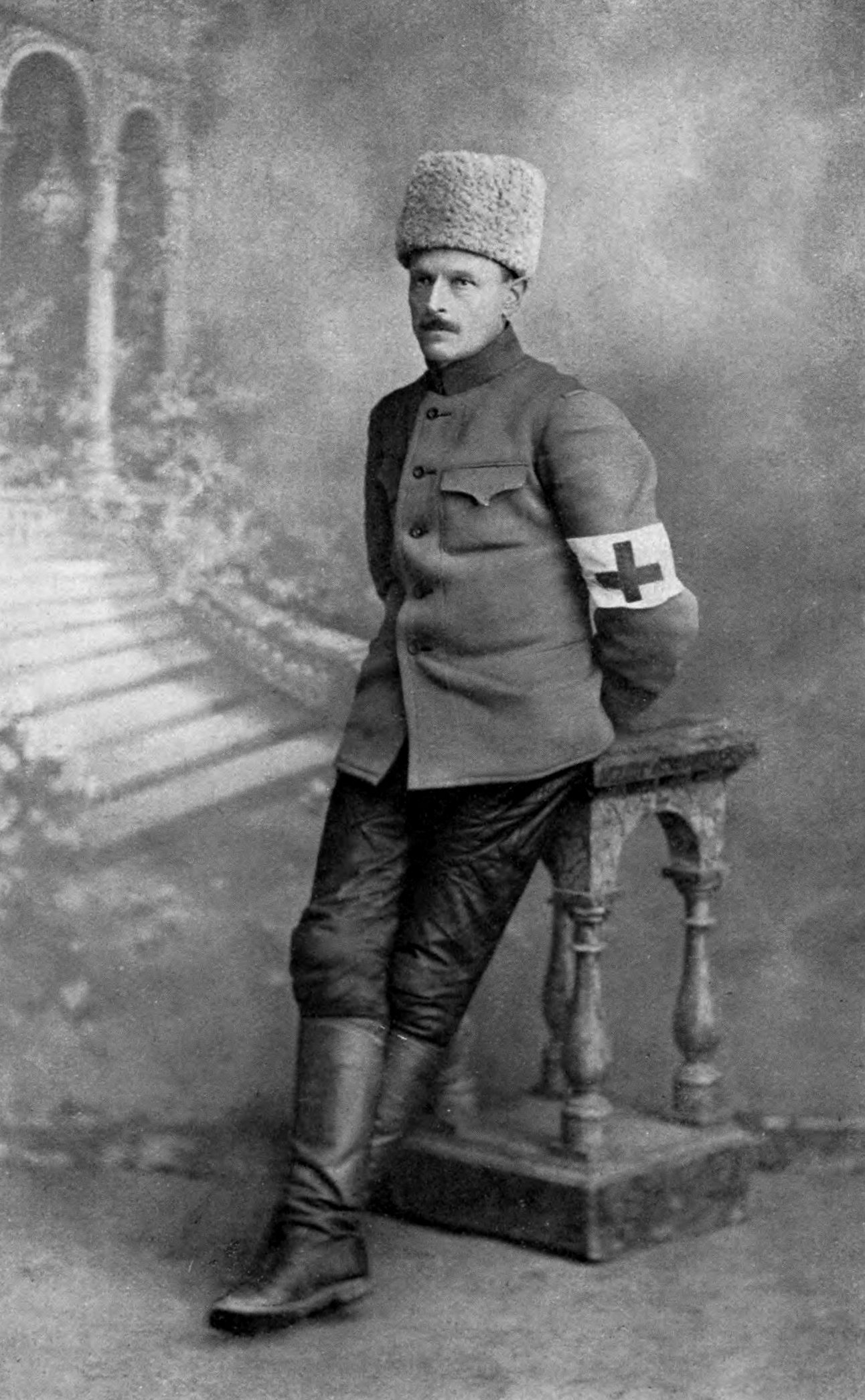
Bernard Pares w Rosji w czasie I wojny światowej

Sir Bernard Pares (ur. 1 marca 1867 w Albury, zm. 17 kwietnia 1949 w Nowym Jorku) – brytyjski historyk, jeden z czołowych badaczy Rosji w Wielkiej Brytanii.

## Życiorys
Ukończył Trinity College na Uniwersytecie Cambridge . 
W czasie I wojny światowej w latach 1914–1917 był oficerem łącznikowym przy armii carskiej na froncie galicyjskim. W 1940 roku, jeszcze przed atakiem niemieckim na ZSRR opowiadał się za sojuszem brytyjskim ze Związkiem Radzieckim, co wyłożył w książce „Rosja”. 
Był założycielem i pierwszym dyrektorem London School of Slavonic and East European Studies. Autor broszury My contacts with Polish politics 1907-1917 (Kraków 1933). 
Jego synem był historyk Richard Pares.

## Wybrane publikacje
- Russia and Reform, Constable, London 1907 from Archive.org
- Day by Day with the Russian Army, 1914-15, Constable, London 1915 from Archive.org
- The League of Nations and Other Questions of Peace, Hodder and Stoughton, 1919.
- A History of Russia, Alfred Knopf, NY 1926.
- My Russian Memoirs, Jonathan Cape, 1931.
- Moscow Admits a Critic, T. Nelson, London and NY 1936.
- Russia and the Peace, Macmillan, NY 1945 from Archive.org
- A Wandering Student, Syracuse University Press 1948.
- The Fall of the Russian Monarchy, Phoenix Press 2001.